# Smuđ
Smuđ (Sander lucioperca; sinonim: Stizostedion lucioperca) je riba iz porodice Percidae. Vitko tijelo mu je prekriveno malenim, veoma prijanjivim ljuskama koje smuđu na dodir daju hrapav izgled. Produljena glava završava oštrom gubicom. Široko rasječena usta posjeduju veoma razvijeno zubalo: 6 snažnih očnjaka služe ranjavanju i hvatanju plijena, ostali zubi, nešto slabiji i usmjereni prema unutra, imaju za cilj zadržavanje uhvaćenih ribica. Sjajne oči, osobite strukture mrežnice osiguravaju mu odličan vid čak i pri velikim dubinama i u nedostatku svjetlosti.
Maleni razmak dijeli prvu bodljikavu leđnu peraju od druge, koju oblikuju samo mekane zrakaste bodlje. Škržni poklopčić nema drača. Dobro vidljiva bočna linija produljuje se do repne peraje debelih i tvrdih rubova što smuđu omogućava da se brzo kreće.
Obojenost mu se mijenja u funkciji pojedinca i životne sredine. Općenito je leđni dio sivo-zelenkast, a postaje svjetliji po bokovima išaranim okomitim tamnim prugama koje pod trbuhom postaju bijelo-žutkaste. Za vrijeme parenja tijelo mužjaka postaje tamnije i tada ih zovemo Ugljenari.

## Stanište i ponašanje smuđa
Smuđ osobito voli mirne i spore vode umjerene temperature. Međutim, zahvaljujući svojoj velikoj prilagodljivosti, s izuzetkom jezera i visinskih rijeka, sposoban je naseliti najraznovrsnije vrste voda.
Glede staništa, on prvenstveno voli kamenita ili šljunkovita dna kao i nepravilne profile, napučene najraznovrsnijim preprekama. Pored velikih primjeraka koji su najčešće usamljeni i malo pokretni, smuđevi žive u jatu pojedinaca istog godišta i slične veličine i često se kreću, ovisno o godišnjim dobima i metereološkim uvjetima, Mjesecu, suncu, vjetru... Smuđ više voli tamnije i oblačnije vrijeme i obojene vode nego žarko sunce i bistre vode, najčešće je aktivan u sumraku i noću.

## Način hranjenja
Mlađ smuđa hrani se planktonom i beskralježnjacima, ličinkama, crvićima, kukcima. Odrastao smuđ uglavnom konzumira male ribe čija je veličina ograničena uskoćom njegovog jednjaka. Stareći, smuđ se sve više zanima za mrtve, bolesne ili ranjene ribe, jednom riječju poželjniji mu je plijen lak za hvatanje.
Za prehranjivanje, smuđevi love u krdu. Njihova intervencija, poput operacije komandosa, zasniva se na iznenađenju, a sastoji se od okruženja plijena prije konačnog napada. Ofenziva ne traje najčešće duže od nekoliko sekundi, najviše par minuta. Kada mahnitost opadne, lovci se vraćaju natrag da progutaju mrtve.

## Razmnožavanje
Smuđ se razmnožava između travnja i svibnja, kada temperatura vode dostigne 12°C. Mriještenje se odvija usred korijenja stabala blizu obala ili u dubokoj zoni šljunčanog dna. Mužjak tu priprema gnijezdo gdje ženka polaže od 150.000 do 200.000 jajašaca po kilogramu vlastite težine. Nakon što ih je oplodio, mužjak nadgleda snesena jaja tijekom cijele inkubacije koja traje desetak dana.
Rast smuđa je relativno spor: s godinom dana ima 8 do 12 cm, s dvije godine dug je 20 do 30 cm, u trećoj godini ima 40 cm. Spolnu zrelost dostiže u drugoj godini za mužjake i s 3 godine kod ženki.

## Strani nazivi
Pike-perch (engleski); Zander, Sandart (njemački); lucioperca (talijanski); perca (španjolski); sandre (francuski); судак (ruski).

## Vanjske poveznice
|  | Zajednički poslužitelj ima stranicu o temi Smuđ |
|  | Wikivrste imaju podatke o taksonu Smuđ          |